# Grandchamp (Haute-Marne)
Grandchamp is een gemeente in het Franse departement Haute-Marne (regio Grand Est) en telt 83 inwoners (2009). De oppervlakte bedraagt 4,78 km², de bevolkingsdichtheid is dus 17,4 inwoners per km².

## Demografie
Onderstaande figuur toont het verloop van het inwonertal (bron: INSEE-tellingen).

1. ↑  Populations de référence 2022.